# 第二言語習得
第二言語習得（だいにげんごしゅうとく、英語：second-language acquisition：SLA）は、人々が第二言語を学ぶプロセスやメカニズム、およびこれらを研究する学問分野。第二言語習得の分野は応用言語学の一分野とみなされるが、心理学や教育学など他の様々な分野からも研究の注目を集めている。
第二言語習得研究の中心的なテーマは、「学習者が使用する言語は、学習者が既に知っている言語と学習中の言語の違いだけではなく、それ自体が完全な言語システムであり、独自の体系的なルールを持っている」という「中間言語」の解明である。この中間言語は、学習者が対象言語に触れることで徐々に発達していく。学習者が新しい言語の特徴を獲得する順序は、母語が異なる学習者であっても、また言語指導を受けたことがあるかどうかにかかわらず、驚くほど一定である。しかし、学習者がすでに知っている言語は、新しい言語の学習過程に大きな影響を与えることがある。この影響は言語転移（language transfer）として知られている。
学習者がどのようにして新しい言語を習得するのかについての研究は、さまざまな分野にわたっている。例えばSLA研究の認知的アプローチでは、言語習得を支える脳内プロセス、例えば、言語に注意を払うことが学習能力にどのように影響するのか、言語習得が短期記憶と長期記憶にどのように関係しているのかを扱う。社会文化的アプローチは、SLAが純粋に心理学的な現象であるという概念を否定し、社会的な文脈（SLAに影響を与える重要な社会的要因としては、イマージョンのレベル、L2コミュニティとのつながり、性別など）で説明しようとする。言語学的アプローチでは、言語を他の種類の知識から切り離して考え、言語学の広範な研究から得られた知見をSLAを説明するために利用する。

## 定義
第二言語とは、第一言語に加えて学習した言語のことであり、この概念は第二言語習得と名付けられているが、第三言語、第四言語、またはそれ以降の言語の学習も含むことができる。学習される言語は「目標言語 (TL) 」「L2」などと呼ばれる。第二言語習得自体も「SLA」「L2習得」などと言われることもある。アメリカのスティーヴン・クラッシェン（Stephen Krashen）によって、習得という用語はもともと学習過程の無意識的な性質を強調するために使われていたが、近年では学習と習得はほぼ同義語となっている。また第二言語習得研究は、科学としての第二言語の学習プロセスやメカニズムの解明であり、言語教育の実践を意味しない。したがってこの学問分野に対して「効率の良い言語学習法を解明する学問分野」という説明は誤りである（もちろん、第二言語習得研究者が同時に言語教育研究も対象にしていたり、第二言語習得研究の成果を教育に応用しようとすることはある）。日本第二言語習得学会はその設立趣旨で、本会が対象とする「第二言語習得研究は、言語研究、母語習得研究などの認知科学研究と同様、純粋な科学研究領域であり、第二言語習得研究の成果が言語教育に対していかなる示唆を含んでいるかという問題は含まれていない。」と述べている。一方で会長の稲垣俊史は、「指導を受けたSLA研究 “instructed SLA” も、SLAメカニズムに光を当てるものであれば、J-SLAにおける重要な研究分野の１つ」とも述べている。

## 研究分野の位置づけ
第二言語習得の学問分野は、応用言語学の下位分野とみなされる。この学問分野は広く、比較的新しい。第二言語習得は、言語学の様々な分野と同様に、心理学、認知心理学、教育と密接に関連する学際的分野である。第二言語習得は、自己効力感などの心理学用語に関連するように、実に学際的な分野である。遺伝学は第二言語習得におけるもう一つの研究分野であり、質の高い統計的文献分析によれば、遺伝学は言語習熟度や学習速度に強く関連している。
SLA研究は学際的な分野として始まったため、正確な開始時期を特定することは困難である。 しかし、特に2つの論文は、現代のSLA研究の発展に大きく貢献したと考えられている。 それは、ピット・コーダーの1967年の論文『The Significance of Learners' Errors』とラリー・セリンカーの1972年の論文『Interlanguage』である。今日、この分野における重要なアプローチとしては、体系的機能言語学、社会文化理論、認知言語学、ノーム・チョムスキーの普遍文法、技能習得理論、コネクショニズムなどがある（「第二言語習得の理論」も参照）。

## 第一言語習得（母語獲得）との違い
第二言語を学ぶ大人は、第一言語を学ぶ子供とはいくつかの点で異なる。まず、子供はまだ脳が発達しているのに対し、大人は成熟した頭脳を持っていること、大人は少なくとも第一言語を持っていることである。大人の第二言語学習者の中には、非常に高いレベルに達する人もいるが、発音は訛りが残る傾向がある。学習者の言語発達が停滞することを「化石化」と呼ぶ。
第二言語学習者が発話で犯す誤りの中には、第一言語に由来するものがある。例えば、英語を学習しているスペイン語話者は、文の主語を省くことがしばしば起こる。このような第一言語の第二言語への影響は、否定的言語転移（negative language transfer）と呼ばれている。しかし、英語を学習しているフランス語話者は、"It is raining "で "it "を省略するという同じ間違いを犯すことはあまりない。これは、スペイン語では代名詞(pronominal)文の主語と非人称(impersonal)文の主語が省略されることがあるが、フランス語では省略されないからである。もちろん、すべての誤りが同じ方法で発生するわけではない。同じ母語を持つ2人の個人が同じ第二言語を学習していても、母語の異なる部分を利用する可能性がある。同様に、この２人は、異なる形式の文法においてネイティブに近い流暢さを身につけているかもしれない。
また、第2言語を学ぶと、母語の話し方にまで影響を及ぼすことがある。このような変化は、発音や構文、ジェスチャーや、学習者のみが気付きがちな言語の特徴に至るまで、言語のあらゆる側面で起こりうる。 例えば、第2言語として英語を話していたフランス語話者は、フランス語の/t/音の発音がモノリンガルのフランス語話者とは異なったり、英語話者は、韓国語を学び始めた後、英語の/p t k/音と英語の母音の発音が変化したりする。 このような第二言語の第一言語への影響をもって、ヴィヴィアン・クックは、人が話す異なる言語をに対して別々のシステムを仮定するのではなく、心の中で関連するシステムとして捉えるマルチコンピタンスの考え方を提案した。

## 中間言語
もともと学習者の言語を記述する試みは、異なる言語を比較したり、学習者の誤りを分析することに基づいていた。しかし、これらのアプローチでは、学習者が第二言語を学ぶ過程で犯すエラーのすべてを予測することはできなかった。そこで学習者の体系的な誤りを説明するために、中間言語という考え方が生まれた。中間言語とは、第二言語学習者の心の中に生じる言語システムのことである。学習者の中間言語は、ランダムなエラーで埋め尽くされた言語体系の欠陥バージョンでも、学習者の第一言語から転移したエラーに純粋に基づいた言語でもないとされる。むしろ、それ自体が一つの言語であり、独自の体系的なルールを持つとする。統語論、音韻論、語彙、語用論など、言語のほとんどの側面を中間言語の視点から見ることができる。
中間言語の生成に影響を与えるプロセスとして3つの異なるものが仮定されている。
- 言語転移（language transfer）：学習者は自分の言語システムを作るために母語に頼る。言語の伝達は、学習を促進するというプラスの場合もあれば、間違いを引き起こすというマイナスの場合もある。後者の場合、言語学者は干渉エラー（interference error）と呼ばれる。
- 過剰一般化（overgeneralization）：学習者は、子供が第一言語で一般化しすぎるのとほぼ同じように、第二言語のルールを使用する。例えば、学習者は「I goed home」という発話を行うが、これは過去形の動詞の形を作るために-edを加えるという英語のルールを過剰に一般化したものである。同様に、英語圏の子供たちは goed, sticked, bringed などの形も作る。ドイツ語圏の子供たちも同様に、規則的な過去形の形を不規則な形に広げすぎる傾向がある。
- 簡略化（simplification）。学習者は、子供の会話やピジンに似た、非常に簡略化された言語形式を使用する。

SLA研究では中間言語の概念が非常に広く浸透しており、研究者の基本的な前提となっていることが多い。

## 言語喪失
「言語喪失」も参照
喪失とは、言語への暴露や使用の不足によって引き起こされる言語の熟練度の低下のことである。 環境が変化すると、言語はそれに適応する。その方法のひとつは、習得と喪失に伴う変化の期間を乗り越えるためのツールとしてL1を使用することである。学習者のL2は使われなくなることで突然失われるのではなく、そのコミュニケーション機能はL1のそれとゆっくりと置き換えられていく。
第二言語の習得と同様に、第二言語の退行は段階的に起こる。しかし、回帰仮説によれば、退行の段階は獲得の逆の順序で起こる。習得では、まず受容的スキルが発達し、次に生産的スキルが発達し、退歩では、まず生産的スキルが失われ、次に受容的スキルが失われる。
年齢、習熟度、社会的要因などが喪失の仕方に影響する。ほとんどの場合、低学年の子供は大人よりも早く、L2を使わずに放置しておくと失われる。しかし、子供が高いレベルの習熟度を確立している場合は、言語を失うまでに数年かかることもある。習熟度が言語喪失の程度に最も大きな役割を果たしている。非常に熟練した人の場合は、ほとんど喪失しない期間がある。言語を使用しなくなってから最初の5年間では、言語知識が失われる割合の合計は、熟練者の方が熟練していない人よりも少ない。このことを認知心理学的に説明すると、より高いレベルの習熟度にはスキーマ（言語構造の精神的表現）の使用が含まれることになる。スキーマとは、より深い心的プロセスを経て心的検索を行うものであり、喪失しにくいものである。その結果、このシステムに結びついている情報は、そうでない情報に比べて、極端な減耗を経験する可能性が低くなる。 最後に、社会的要因が喪失に間接的な役割を果たしている可能性がある。特に、モチベーションと態度が影響しています。モチベーションが高く、その言語や対応するコミュニティに対してポジティブな態度をとると、離脱率が低くなる可能性がある。これは、学習者がやる気と前向きな態度を持っているときに、L2で達成される能力が高くなることに起因すると考えられる。